# Atelopus balios
Atelopus balios är en groddjursart som beskrevs av Peters 1973. Atelopus balios ingår i släktet Atelopus och familjen paddor. IUCN kategoriserar arten globalt som akut hotad. Inga underarter finns listade.

## Bildgalleri